# Pascale Delecluse
Pour les articles homonymes, voir Delecluse.
 Pascale Roy-Delecluse, née le 23 janvier 1956 à Roubaix, est une climatologue et directrice de recherches française. Elle a participé à la rédaction de plusieurs rapports du GIEC. Elle reçoit la médaille d'argent du CNRS en 1999.

## Biographie
Pascale Delecluse fait ses études à l'École normale supérieure de jeunes filles et reçoit l'agrégation de sciences physiques en 1979. Elle effectue des recherches en océanographie dans le cadre de sa thèse de doctorat. Après des études postdoctorales à l'Université de Princeton aux États-Unis, elle entre en tant que chargée de recherche au CNRS en 1988. De 2006 à 2014, elle occupe le poste de directrice adjointe du Centre national de recherches météorologiques à Météo-France. De 2007 à 2016, elle est présidente du conseil scientifique de l'Institut français de recherche pour l'exploitation de la mer. En juillet 2014, elle devient directrice de l'Institut national des sciences de l'Univers.
En 2007, elle participe à la rédaction du Quatrième rapport d'évaluation du GIEC, puis du Cinquième rapport d'évaluation du GIEC en 2013 dans le groupe de travail I,
Ses recherches portent sur l'océanographie physique et sur le modèle climatique. Elle contribue à des avancées scientifiques importantes sur le phénomène El Niño, le fonctionnement des océans tropicaux et les interactions océan-atmosphère.

## Distinctions
- 2003 : Prix des Sciences de la mer-IFREMER de l'Académie des sciences[8]
- 1999 : Médaille d'argent du CNRS[4]
- 1983 : Médaille de bronze du CNRS[4]

## Décorations
- Officier de l'ordre national du Mérite (décret du 15 mai 2015)[9]
- Chevalier de la Légion d'honneur (décret du 31 décembre 2008)[10]